# Таваняско
Таваня̀ско (на италиански: Tavagnasco; на пиемонтски: Tavagnasch, Таваняск) е село и община в Метрополен град Торино, регион Пиемонт, Северна Италия. Разположено е на 270 m надморска височина. Към 1 януари 2020 г. населението на общината е 774 души, от които 62 чужди граждани.